# Ambulyx flavocelebensis
Ambulyx flavocelebensis là một loài bướm đêm thuộc họ Sphingidae. Nó được tìm thấy ở Sulawesi.